# Вогні Азероту
«Вогні Азероту» (англ. Fires of Azeroth) — фентезійний та науково-фантастичний роман американської письменниці Керолайн Черрі, виданий 1979 року. Це третя з чотирьох книг, які складають серію «Історії Моргейни», що є квестом у вигляді хронік, в якому розповідається про пригоди одержимої Моргейн та її супутників-воїнів, Нхі Ванье, Чья та інших. Ця книга не має зв'язку з Всесвітом Варкрафт, хоча у ній згадується ім'я Азерот та присутні декілька інших збігів.

## Сюжет
Ісгують Ворота, які проходять через простір та час. Якщо ними неправильно скористатися, то можна знищити цілі цивілізації. Такі катаклізми траплялися в минулому, останній з яких пов'язаний з кгалами, видом, який свого часу поневолив інші раси, у тому числі й людство. Об'єднане наукове бюро відправило сто чоловіків та жінок в односторонню місію знищити Ворота, закривши їх за собою, після переходу з одного світу в інший. Моргейн — остання, хто вижила з тієї групи.
У світі Ваньє їм протистояла стародавня зла істота, чиї знання про Ворота було майже аналогічним знанням Моргейн. Істота захопила тіло Чя Рог, двоюрідного брата Ваньє, а потім втекла через Іврельські ворота в землю Шиуань. Там вона зібрала армію, пообіцявши чоловікам і напівкхалам показати шлях виходу з помираючого світу. Моргейн витратила всі сили, щоб разом з Ваньє пройти через ворота Шиуану в третій світ, але вони були безсилі зупинити Рог піти по їх слідам.
Протистоячи вдвох проти ста тисяч, вони змушені тікати в ліси Азероту, знаходячи притулок у доброзичливих селян. Зрештою, тубільці закликають свого господаря-кхала до керівництва. Моргейн зустрічається з Мерір, володарем Шатану, й отримує невдалий дозвіл на поїздку, куди вона забажає.
Армія, яка вторглась, пройшла через Ворота Майстра. Моргейн прямує до Неміна, де розташовані елементи управління Брамою, але під час мандрівки на неї здійснюють напад. Важко пораненій Моргейн вдається втекти. Ваньє захоплений людьми під керівництвом Фвара, який застосовує до нього тортури. Перед тим, як його остаточно добивають тортурами, Ванью захоплює кхал, який обурюється владою Роха над ними. Вони хочуть дізнатися будь-яку інформації про Браму, яку може мати ув'язнений. Однак, Рох дізнається про це й рятує свого двоюрідного брата.
Ваньї знаходить табір в суцільному розбраті: горці Фварда обурюються величезною кількістю болотяних людей, обидві групи ненавидять і зневажають кхалів, номінально очолюваних Гетаром, але самі розпадаються на групи. Рох ледве підтримує контроль над групами через їх знання про Браму чи Полум'я, як їх називають у цьому світі. Знаючи, що ситуація нестабільна, Рох намагається спокійно піти з групою Ваньї та Фвара, але кхал дізнається про це та переслідує їх. Це близька раса, але деякі з них досягають укриття в лісу, де Рох та Ваньє відправляють нечисленних горців, яких не впіймав та не вбив кхал.
Ваньє веде Роха до Мерір, але у лорда Шатани немає звісток про Моргейн. Мерір вирішує, що вони повинні поїхати до Неміна для отримання детальної інформації. Тут Ваньє знаходить Моргейн, яка одужала від майже смертельних ран. Охоронці Неміна проігнорували пораду жінки, не довіряючи мотивам Моргейн, й тепер опинилися в оточенні. Зрештою, Моргейн змушує охоронців визнати не лише безпосередню небезпеку, а й постійно присутню спокусу влади, яка йде від Брами; вони погоджуються закрити її після того, як вона та Ваньє відійдуть, хоча Брама є їхньою основною оборони проти орд.
Перед власним відходом, Моргейн пропонує допомогу в боротьбі проти спільного ворога. У відчайдушних боях вбивають Хетхару та Шиєн, головних противників-кхалів. Коли Фвар помирає, ворог залишається без лідера; різні групи несподівано об'єднуються одна з одною, несподівно завершуючи чвари.
Залишається лиш Рог, який заважає Моргейн. Незважаючи на те, що Брами будуть зачинені, він має знання про їх повторну активацію. Ваньє з особисто виявив, що Рог, якого він знав та якого помилували, не був убитий під час захоплення його тіла. Поступово Рог повернув собі контроль над тілом, або ж так вважає Ваньє. Моргейн до кінця не переконана в цьому, але дозволяє Рогу залишатися живим (хоч й під постійним наглядом), коли вони з Вань входять до Вогню і назавжди залишають Азерот.

## Головні герої
- Моргейн
- Нгі Ваньє
- Чя Рог
- Мерір, лорд Шатхана
- Гетару, ватажок кхалів-завойовників
- Шиєн, основний противник Гетару
- Фвар, ватажок людей-горців.